# The Heart of Edna Leslie
The Heart of Edna Leslie er en amerikansk stumfilm fra 1910 af Sidney Olcott.

## Medvirkende
- Gene Gauntier
- Alice Joyce